# Eugeen Goossens
Pour les articles homonymes, voir Goossens.
Eugeen Goossens, né le 9 février 1942 à Anvers (province d'Anvers), est un auteur de bande dessinée belge néerlandophone, connu pour sa collaboration au Studio Vandersteen.

## Biographie
Eugeen Goossens naît le 9 février 1942, à Anvers.
Il fréquente l'Académie royale des beaux-arts d'Anvers et il rejoint les studios de Willy Vandersteen en 1965. Il signe deux histoires de Bob et Bobette, et il réalise également des tâches d'encreur sur des séries comme De Familie Snoek [« La Famille Snoek » ], Karl May, Le Chevalier rouge et Bessy. Par la suite, sa principale occupation est la production d'histoires Jérôme pour l'éditeur allemand Bastei.
Il s'installe comme indépendant dans les années 1970. Il continue à réaliser des encrages sur des séries de Vandersteen comme Robert et Bertrand, mais il crée également sa propre bande dessinée De Dolle Mina pour le magazine publicitaire Tele-Tip. Dans les années 1980, il succède à Eduard De Rop en tant qu'encreur des histoires Bob et Bobette de Paul Geerts, et il est également l'encreur de la dernière série de Vandersteen Les Gueux. Il dessine également lui-même quelques histoires promotionnelles Bob et Bobette, telles que Witte Zwanen, Zwarte Zwanen [« Cygnes blancs, cygnes noirs »] (1987) pour Albert Heijn (1987) et Fata Morgana (1988) pour le parc d'attractions Efteling.
Il quitte définitivement le Studio Vandersteen en 1990. Il participe ensuite à la série télévisée d'animation Bob et Bobette de l'Atelier 5 de Guido Staes et réalise également des bandes dessinées promotionnelles avec Mark Meul pour des sociétés comme Bayer et Touring Secours. Il se consacre finalement à la peinture.
Goossens fait une apparition dans De Briesende Bruid (1968-1969) devant l'hôtel de ville lorsque tante Sidonie se marie, aux côtés d'autres employés du studio dont Karel Verschuere et Lucienne van Deun.

## Œuvres
Liste des publications en français

### Les Gueux
- 4. L'Attrapeur de rats, BD Must, Bruxelles, 1 septembre 2022
Scénario et dessin : Willy Vandersteen - Couleurs : Rita Bernaers -  (ISBN 9782875357854),Encrage : Eugeen Goossens
- 5. Anne la folle, BD Must, Bruxelles, 1 septembre 2022
Scénario et dessin : Willy Vandersteen - Couleurs : Rita Bernaers -  (ISBN 9782875357861),Encrage : Eugeen Goossens
- 6. Catastrophe à Damme, BD Must, Bruxelles, 1 septembre 2022
Scénario et dessin : Willy Vandersteen - Couleurs : Rita Bernaers -  (ISBN 9782875357878),Encrage : Eugeen Goossens
- 7. La Bataille de Loevenstein, BD Must, Bruxelles, 1 septembre 2022
Scénario et dessin : Willy Vandersteen - Couleurs : Rita Bernaers -  (ISBN 978-2-87535-788-5),Encrage : Eugeen Goossens
- 8. Trahison à Duindijke, BD Must, Bruxelles, 1 septembre 2022
Scénario et dessin : Willy Vandersteen - Couleurs : Rita Bernaers -  (ISBN 978-2-87535-789-2),Encrage : Eugeen Goossens
- 9. La Nuit des fils de Satan, BD Must, Bruxelles, 1 septembre 2022
Scénario et dessin : Willy Vandersteen - Couleurs : Rita Bernaers -  (ISBN 978-2-87535-790-8),Encrage : Eugeen Goossens
- 10. L'Homme sauvage de Gaasbeek, BD Must, Bruxelles, 1 septembre 2022
Scénario et dessin : Willy Vandersteen - Couleurs : Rita Bernaers -  (ISBN 978-2-87535-791-5),Encrage : Eugeen Goossens

### Collectifs
- Poste de secours[5], CBBD - La Poste belge, coll. « Philabédé », Bruxelles, décembre 2003
Scénario : Willy Vandersteen, Rik De Wulf - Dessin : Willy Vandersteen, Eugeen Goossens, De Marck - Couleurs : quadrichromieAlbum de 64 pages consacré à la Croix-Rouge, avec au sommaire : la Croix-Rouge dans la bande dessinée, un récit mettant en scène Robert et Bertrand les deux héros de Willy Vandersteen (L'Enfer de Solferino), une biographie illustrée de Willy Vandersteen, une série de gags et d'illustrations de Stam et Pilou. Tirage limité à 1 200 exemplaires numérotés. Revêtu des 3 timbres "Croix-Rouge" émis par La Poste belge. Format A5.

### Expositions collectives
- Kunstig gestript, Association culturelle Spirit, Temse du 4 au 26 septembre 2010[6].

## Prix et distinctions
- 2012 :  prix De Tijd van Toen pour les artistes à l'œuvre riche et disparus du regard contemporain, décerné par le Festival de bande dessinée de Middelkerke à Middelkerke, pour De Geuzen, De Dolle Mina, Suske en Wiske[7].

### Vidéographie
- [vidéo] « Aan de tekentafel bij Eugeen Goossens », sur YouTube